# Liste der Bodendenkmäler in Kallmünz
Auf dieser Seite sind die Bodendenkmäler in dem Oberpfälzer Markt Kallmünz zusammengestellt. Diese Tabelle ist eine Teilliste der Liste der Bodendenkmäler in Bayern. Grundlage ist die Bayerische Denkmalliste, die auf Basis des Bayerischen Denkmalschutzgesetzes vom 1. Oktober 1973 erstmals erstellt wurde und seither durch das Bayerische Landesamt für Denkmalpflege geführt wird. Die folgenden Angaben ersetzen nicht die rechtsverbindliche Auskunft der Denkmalschutzbehörde.

## Bodendenkmäler in Kallmünz
| Lage       | Objekt | Akten-Nr.     | Bild |
| ---------- | --- | ------------- | ---- |
| (Standort) | Wallanlagen vor- und frühgeschichtlicher Zeitstellung, jungpaläolithische und mesolithische Freilandstationen, Höhensiedlungen der Jungsteinzeit, der Bronzezeit, der Urnenfelderzeit, der Hallstattzeit und der Frühlatènezeit, archäologische Befunde im Bereich der mittelalterlichen Burgruine Kallmünz. | D-3-6837-0008 |      |
| (Standort) | Vorgeschichtlicher Bestattungsplatz mit Grabhügeln. | D-3-6837-0015 |      |
| (Standort) | Vorgeschichtlicher Bestattungsplatz mit Grabhügeln. | D-3-6837-0017 |      |
| (Standort) | Vorgeschichtlicher Bestattungsplatz mit teils verebneten Grabhügeln. | D-3-6837-0018 |      |
| (Standort) | Vorgeschichtlicher Bestattungsplatz mit Grabhügel. | D-3-6837-0019 |      |
| (Standort) | Vorgeschichtlicher Bestattungsplatz mit Grabhügeln. | D-3-6837-0020 |      |
| (Standort) | Mittelalterlicher Burgstall mit der Friedhofskapelle Maria Hilf in Rohrbach, ehemals Burgkapelle. | D-3-6837-0027 |      |
| (Standort) | Vorgeschichtlicher Bestattungsplatz mit Grabhügeln. | D-3-6837-0028 |      |
| (Standort) | Vorgeschichtlicher Bestattungsplatz mit Grabhügeln. | D-3-6837-0029 |      |
| (Standort) | Verebneter vorgeschichtlicher Grabhügel. | D-3-6837-0030 |      |
| (Standort) | Vorgeschichtlicher Bestattungsplatz mit Grabhügeln. | D-3-6837-0031 |      |
| (Standort) | Vorgeschichtlicher Bestattungsplatz mit Grabhügeln. | D-3-6837-0032 |      |
| (Standort) | Vorgeschichtlicher Bestattungsplatz mit verebneten Grabhügeln. | D-3-6837-0034 |      |
| (Standort) | Vorgeschichtlicher Bestattungsplatz mit Grabhügeln. | D-3-6837-0035 |      |
| (Standort) | Vorgeschichtlicher Bestattungsplatz mit Grabhügeln. | D-3-6837-0036 |      |
| (Standort) | Bestattungsplatz des Mittelalters. | D-3-6837-0037 |      |
| (Standort) | Bestattungsplatz der Urnenfelderzeit. | D-3-6837-0080 |      |
| (Standort) | Mesolithische Freilandstation, Siedlungen der Latènezeit und des Frühmittelalters. | D-3-6837-0081 |      |
| (Standort) | Bestattungsplatz der Hallstattzeit und der Bronzezeit mit verebneten Grabhügeln, Siedlung der Spätlatènezeit | D-3-6837-0082 |      |
| (Standort) | Spätpaläolithische und mesolithische Freilandstation, Siedlung der Latènezeit. | D-3-6837-0083 |      |
| (Standort) | Mesolithische Freilandstation, vorgeschichtliche Siedlung. | D-3-6837-0084 |      |
| (Standort) | Vorgeschichtlicher Bestattungsplatz mit Grabhügeln | D-3-6837-0085 |      |
| (Standort) | Vorgeschichtlicher Bestattungsplatz mit Grabhügel. | D-3-6837-0086 |      |
| (Standort) | Bestattungsplatz des Frühmittelalters. | D-3-6837-0088 |      |
| (Standort) | Mesolithische Freilandstation, Siedlungen der Urnenfelderzeit und der Frühlatènezeit, Bestattungsplatz der Hallstatt- und Frühlatènezeit mit verebneten Grabhügeln. | D-3-6837-0110 |      |
| (Standort) | Mesolithische Freilandstation. | D-3-6837-0114 |      |
| (Standort) | Vorgeschichtlicher Bestattungsplatz mit Grabhügeln. | D-3-6837-0115 |      |
| (Standort) | Archäologische Befunde des Mittelalters und der frühen Neuzeit im Bereich der katholischen Nebenkirche St. Jakobus d. Ä. in Eich, darunter die Spuren von Vorgängerbauten bzw. älterer Bauphasen. | D-3-6837-0117 |      |
| (Standort) | Siedlungen der Frühbronzezeit, der Urnenfelderzeit, der Hallstattzeit und der Spätlatènezeit. | D-3-6837-0118 |      |
| (Standort) | Vorgeschichtliche Siedlung. | D-3-6837-0119 |      |
| (Standort) | Vorgeschichtliche Siedlung. | D-3-6837-0121 |      |
| (Standort) | Vorgeschichtliche Siedlung. | D-3-6837-0123 |      |
| ()         | Spätpaläolithische und mesolithische Freilandstation, Siedlungen der Urnenfelderzeit und der Latènezeit. | D-3-6837-0125 |      |
| (Standort) | Bestattungsplatz des Mittelalters oder der frühen Neuzeit. | D-3-6837-0128 |      |
| (Standort) | Siedlung vorgeschichtlicher Zeitstellung. | D-3-6837-0131 |      |
| (Standort) | Bestattungsplatz des Frühmittelalters. | D-3-6837-0132 |      |
| (Standort) | Bestattungsplatz des Frühmittelalters. | D-3-6837-0133 |      |
| (Standort) | Siedlung der Hallstattzeit. | D-3-6837-0137 |      |
| (Standort) | Mesolithische Freilandstation, Siedlungen der Urnenfelderzeit, der Hallstattzeit und der Spätlatènezeit. | D-3-6837-0140 |      |
| (Standort) | Vorgeschichtliche Siedlung. | D-3-6837-0141 |      |
| (Standort) | Vorgeschichtliche Siedlung. | D-3-6837-0142 |      |
| (Standort) | Mesolithische Freilandstation, latènezeitliche Siedlung. | D-3-6837-0144 |      |
| (Standort) | Mesolithische Freilandstation. | D-3-6837-0145 |      |
| (Standort) | Mesolithische Freilandstation, vorgeschichtliche Siedlung. | D-3-6837-0146 |      |
| (Standort) | Mesolithische Freilandstation. | D-3-6837-0148 |      |
| ()         | Mesolithische Freilandstation, vorgeschichtlicher Bestattungsplatz mit verebneten Grabhügeln. | D-3-6837-0149 |      |
| (Standort) | Mesolithische Freilandstation, Siedlung der Latènezeit. | D-3-6837-0151 |      |
| (Standort) | Siedlungen der Bronze- und Urnenfelderzeit sowie der Latènezeit. | D-3-6837-0152 |      |
| (Standort) | Vorgeschichtliche und steinzeitliche Siedlung. | D-3-6837-0154 |      |
| (Standort) | Spätpaläolithische und mesolithische Freilandstation, Siedlungen der Bronzezeit, der Urnenfelderzeit, der Hallstattzeit und der Latènezeit. | D-3-6837-0156 |      |
| (Standort) | Siedlung der Frühlatènezeit. | D-3-6837-0157 |      |
| (Standort) | Siedlung der Frühbronzezeit. | D-3-6837-0159 |      |
| (Standort) | Spätpaläolithische und mesolithische Freilandstation, Siedlungen der Bronzezeit, der Spätlatènezeit und des Frühmittelalters. | D-3-6837-0166 |      |
| (Standort) | Höhle „Hirschenloch“ oder „Doktorloch“ (F 25) mit mittelalterlichen Funden. | D-3-6837-0168 |      |
| (Standort) | Höhle am „Steinerberg“ (F 82) mit bronzezeitlichen Funden. | D-3-6837-0169 |      |
| (Standort) | Höhle „Osterloch“ (F 5) mit Funden des Spätpaläolithikums, des Mesolithikums, des Neolithikums, der Bronzezeit, der Urnenfelderzeit, der Hallstattzeit, der Latènezeit und des Mittelalters. | D-3-6837-0170 |      |
| (Standort) | Vorgeschichtlicher Bestattungsplatz mit Grabhügeln. | D-3-6837-0171 |      |
| (Standort) | Vorgeschichtlicher Bestattungsplatz mit Grabhügeln. | D-3-6837-0172 |      |
| (Standort) | Vorgeschichtlicher Bestattungsplatz mit Grabhügeln. | D-3-6837-0173 |      |
| (Standort) | Vorgeschichtlicher Bestattungsplatz mit Grabhügeln. | D-3-6837-0174 |      |
| (Standort) | Vorgeschichtlicher Bestattungsplatz mit mindestens einem Grabhügel. | D-3-6837-0175 |      |
| (Standort) | Mesolithische Freilandstation, vorgeschichtliche Siedlung. | D-3-6837-0176 |      |
| (Standort) | Archäologische Befunde des Mittelalters und der frühen Neuzeit im Bereich der befestigten Marktsiedlung Kallmünz. | D-3-6837-0177 |      |
| (Standort) | Archäologische Befunde der mittelalterlichen und frühneuzeitlichen Marktbefestigung von Kallmünz. | D-3-6837-0178 |      |
| (Standort) | Archäologische Befunde des Mittelalters und der frühen Neuzeit im Bereich des ehemaligen Hammerschlosses von Traidendorf mit zuhörigem Eisenhammer. | D-3-6837-0179 |      |
| (Standort) | Vorgeschichtlicher Bestattungsplatz mit Grabhügeln. | D-3-6837-0180 |      |
| (Standort) | Steinzeitliche Siedlung. | D-3-6837-0184 |      |
| (Standort) | Archäologische Befunde des Mittelalters und der frühen Neuzeit im Bereich des ehemaligen Hammerschlosses von Rohrbach mit zuhörigem Eisenhammer. | D-3-6837-0186 |      |
| (Standort) | Verebnetes Grabenwerk vor- und frühgeschichtlicher Zeitstellung oder des frühen Mittelalters. | D-3-6837-0187 |      |
| (Standort) | Bestattungsplatz vor- und frühgeschichtlicher Zeitstellung oder des frühen Mittelalters. | D-3-6837-0189 |      |
| (Standort) | Siedlungen der Urnenfelderzeit, der Hallstattzeit, der Latènezeit und des Frühmittelalters. | D-3-6837-0191 |      |
| (Standort) | Vorgeschichtliche und metallzeitliche Siedlung. | D-3-6837-0194 |      |
| (Standort) | Siedlungen der Urnenfelderzeit und der Hallstattzeit. | D-3-6837-0195 |      |
| (Standort) | Archäologische Befunde des Mittelalters und der frühen Neuzeit im Bereich der katholischen Filialkirche Hl. Dreifaltigkeit in Rohrbach, darunter die Spuren von Vorgängerbauten bzw. älterer Bauphasen. | D-3-6837-0222 |      |
| (Standort) | Archäologische Befunde des Mittelalters und der frühen Neuzeit im Bereich der katholischen Nebenkirche St. Leonhard in Traidendorf, darunter die Spuren von Vorgängerbauten bzw. älteren Bauphasen. | D-3-6837-0226 |      |
| (Standort) | Archäologische Befunde des Mittelalters und der frühen Neuzeit im Bereich der katholischen Nebenkirche St. Stephan in Dinau. | D-3-6837-0230 |      |
| (Standort) | Mittelpaläolithische Freilandstation, Siedlungen des Neolithikums, der Urnenfelderzeit, der Hallstattzeit und der Latènezeit, wohl auch Grabfunde der Urnenfelderzeit und weitgehend verebnete, vorgeschichtliche Grabhügel.                                                                                 | D-3-6837-0237 |      |
| (Standort) | Siedlungen der Schnurkeramik und der Bronzezeit, Bestattungsplätze der Spätbronze- und Urnenfelderzeit, der Hallstattzeit, der Früh- und Mittellatènezeit sowie des Frühmittelalters. | D-3-6837-0238 |      |
| (Standort) | Archäologische Befunde der frühen Neuzeit im Bereich der katholischen Nebenkirche St. Sebastian mit ehemaliger Klause in Kallmünz, darunter die Spuren älterer Bauphasen. | D-3-6837-0239 |      |
| (Standort) | Archäologische Befunde der frühen Neuzeit im Bereich der Friedhofskapelle St. Elisabeth in Kallmünz, darunter die Spuren von Vorgängerbauten bzw. älterer Bauphase. | D-3-6837-0240 |      |
| (Standort) | Archäologische Befunde des Mittelalters und der frühen Neuzeit im Bereich der katholischen Pfarrkirche St. Michael in Kallmünz, darunter die Spuren von Vorgängerbauten bzw. älterer Bauphasen. | D-3-6837-0241 |      |
| (Standort) | Mesolithische Freilandstation, frühlatènezeitliche Siedlung. | D-3-6837-0242 |      |
| (Standort) | Grabhügel vorgeschichtlicher Zeitstellung. | D-3-6837-0286 |      |